# Nižná (okres Tvrdošín)
Nižná (Hongaars: Nizsna) is een Slowaakse gemeente in de regio Žilina, en maakt deel uit van het district Tvrdošín.
Nižná telt 4.041 inwoners.